# خورشیدگرفتگی ۱۶ مه ۱۸۱۷
خورشیدگرفتگی ۱۶ مه ۱۸۱۷ (به انگلیسی: Solar eclipse of 16 May 1817) یک خورشیدگرفتگی از نوع خورشیدگرفتگی حلقه‌ای بود. این خورشیدگرفتگی در تاریخ  ۱۶ مه ۱۸۱۷ روی داد که زمان اوج آن، ساعت ۶:۵۸:۱۴ به‌وقت ساعت هماهنگ جهانی بوده‌است.  مدت‌زمان و طول این خورشیدگرفتگی ۰۶ دقیقه و ۳۰ ثانیه بود.